# Tak blisko (singel)
Tak blisko – singel Rafała Brzozowskiego, wydany 14 czerwca 2012, pochodzący z albumu o tym samym tytule. Utwór został napisany i skomponowany przez Marka Kościkiewicza.
Piosenka była najczęściej kupowanym singlem w formacie cyfrowym w Polsce w 2012 i 2013 roku, dzięki czemu dwukrotnie otrzymała od ZPAV wyróżnienie Cyfrowej Piosenki Roku. Przebój był ponadto notowany na 2. miejscu listy AirPlay, najczęściej granych utworów w polskich rozgłośniach radiowych.
Podczas Eska Music Awards 2012 utwór został nagrodzony w kategorii Hit lata.

## Lista utworów
- Digital download[5]

1. „Tak blisko” – 3:06

## Notowania

### Pozycje na listach airplay
| Kraj   | Lista (2012)               | Najwyższa pozycja |
| ------ | -------------------------- | ----------------- |
| Polska | AirPlay – Top              | 2                 |
| Polska | AirPlay – Nowości          | 2                 |
| Polska | AirPlay – Największe skoki | 2                 |
| Polska | AirPlay – TV               | 1                 |

### Pozycje na radiowych listach przebojów
| Kraj   | Lista (2012)            | Najwyższa pozycja |
| ------ | ----------------------- | ----------------- |
| Polska | Radio Eska (Gorąca 20)  | 2                 |
| Polska | Radio Szczecin (SLiP)   | 22                |
| Polska | RMF FM (POPLista)       | 1                 |
| Polska | Wietrzne Radio (Top 15) | 1                 |

## Nagrody i nominacje
| Rok  | Konkurs                     | Kategoria                                             | Rezultat    |
| ---- | --------------------------- | ----------------------------------------------------- | ----------- |
| 2012 | Eska Music Awards 2012      | Hit lata                                              | Wygrana     |
| 2012 | Przebój lata RMF FM 2012    | Przebój lata                                          | 9. miejsce  |
| 2012 | Gorąca 100                  | 100 największych hitów 2012                           | 54. miejsce |
| 2012 | Przebój roku Radia Zet 2012 | Przebój roku                                          | 3. miejsce  |
| 2012 | Przebój roku RMF FM 2012    | Przebój roku                                          | 10. miejsce |
| 2012 | Top 50 Poplisty RMF FM      | 50 najczęściej notowanych utworów na Popliście w 2012 | 10. miejsce |
| 2013 | Fryderyki 2013              | Cyfrowa Piosenka Roku                                 | Wygrana     |
| 2013 | SuperJedynki                | SuperPrzebój                                          | Nominacja   |
| 2013 | TOPtrendy 2013              | Największe przeboje roku                              | Nominacja   |
| 2014 | TOPtrendy 2014              | Cyfrowa Piosenka Roku                                 | Wygrana     |